# Pupa (azienda)
Pupa Milano è una marca di cosmetici presente sul mercato dal 1975 appartenente al gruppo Micys Company.
L'azienda è particolarmente celebre sul mercato per la produzione di trousse dal caratteristico colore rosso e dalle strutture originali. La produzione in seguito si è allargata fino a coprire diversi settori, dal make up a prodotti per la cura del corpo e della profumeria.
Accanto alla classica produzione di cosmetici sono state aggiunte le linee Milk Therapy, soprattutto creme anti età, e Miss Milkie, prodotti toiletries per il bagno.
Fra le testimonial più celebri vi sono Naomi Campbell e Vanessa Incontrada, che ha lavorato con l'azienda nel 2005.
La distribuzione avviene attraverso i canali tradizionali della profumeria selettiva e department store. Pupa possiede inoltre alcuni punti vendita diretti presso i principali  Factory Outlet italiani, un negozio aziendale presso la sede di Casatenovo e un sito di acquisti online ufficiale attivo dal 2017.
In alcuni Paesi europei (Romania, Ungheria, Slovacchia e Repubblica Ceca) ha avviato la distribuzione dei propri prodotti tramite una rete di negozi diretti. Il sito ufficiale di e-commerce è attivo, oltre che in Italia, anche in questi 4 mercati e in Francia.
L'azienda è esportata in oltre 70 nazioni del mondo.